# 関西・歌舞伎を愛する会
関西・歌舞伎を愛する会（かんさい・かぶきをあいするかい、元 関西の歌舞伎を育てる会）は、1978年に結成された日本のボランティア団体。関西における歌舞伎（関西歌舞伎）を復興するために結成された。

## 概要
1978年（昭和53年）12月20日、当時衰退していた関西歌舞伎を復興させるために大阪の民間労働組合（故高畑敬一大阪民労協代表幹事）の呼びかけによって、行政、経済界、労働界の関係者や、学者・文化人、市民らが集結し、非営利のボランティア団体として朝日座で結成された。

## 沿革
- 1978年12月20日 - 朝日座で非営利のボランティア団体「関西の歌舞伎を育てる会」結成。
- 1979年5月 - 55年ぶりに十七代目中村勘三郎、二代目澤村藤十郎、岸昌大阪府知事、大島靖大阪市長、小松左京（作家）、故高畑敬一大阪民労協代表幹事の各氏、関係者などが船乗り込みで船に乗り込む。朝日座で十七代目中村勘三郎、五代目中村富十郎、二代目澤村藤十郎、五代目中村勘九郎(当時)、五代目坂東八十助(当時)などによる第一回公演を実施。以降、毎年7月に公演を実施している。
- 1986年8月 - 国立文楽劇場において、初めての自主公演を開催。中座の改修工事により「育てる会」の公演ができなくなったため、『夏祭浪花鑑』の自主公演を開催する運びとなった。
- 1982年 - 会の名称を「関西の歌舞伎を育てる会」から「関西・歌舞伎を愛する会」に改称。